# Todos tus muertos (película)
Todos tus muertos es una película dramática colombiana de 2011 dirigida por Carlos Moreno y protagonizada por Álvaro Rodríguez, Jorge Herrera, Martha Márquez, Harold de Vasten y John Alex Castillo. La película ganó en la categoría Mejor Fotografía en el Festival de Cine de Sundance en 2011 y participó en una gran cantidad de festivales alrededor del mundo, de los que destacan el Festival de Cine de Taipéi, el Festival de Cine Latinoamericano de Sao Paulo, el Festival Internacional de Cine de Róterdam y el Festival Internacional de Cine de San Sebastián.
También ganó cinco Premios Macondo, entregados por la Academia Colombiana de Artes y Ciencias Cinematográficas, en 2012, incluyendo el de Mejor Película y Mejor Director.

## Sinopsis
Salvador es un humilde campesino que cierto día descubre una pila de cadáveres en uno de sus cultivos. El campesino da aviso a las autoridades, que deciden hacer caso omiso a su denuncia debido a que ese mismo día se celebrarán votaciones, dejando a Salvador con un enorme problema en su propia parcela.

## Reparto
- Álvaro Rodríguez
- Jorge Herrera
- Martha Márquez
- Harold de Vasten
- John Alex Castillo